# Byromville
Byromville je město v Dooly County, v Georgii, ve Spojených státech amerických. V roce 2011 žilo ve městě 544 obyvatel.

## Demografie
Podle sčítání lidí v roce 2000 žilo ve městě 415 obyvatel, 128 domácností a 92 rodin. V roce 2011 žilo ve městě 268 mužů (49,3%), a 276 žen (50,7%). Průměrný věk obyvatele je 40 let.

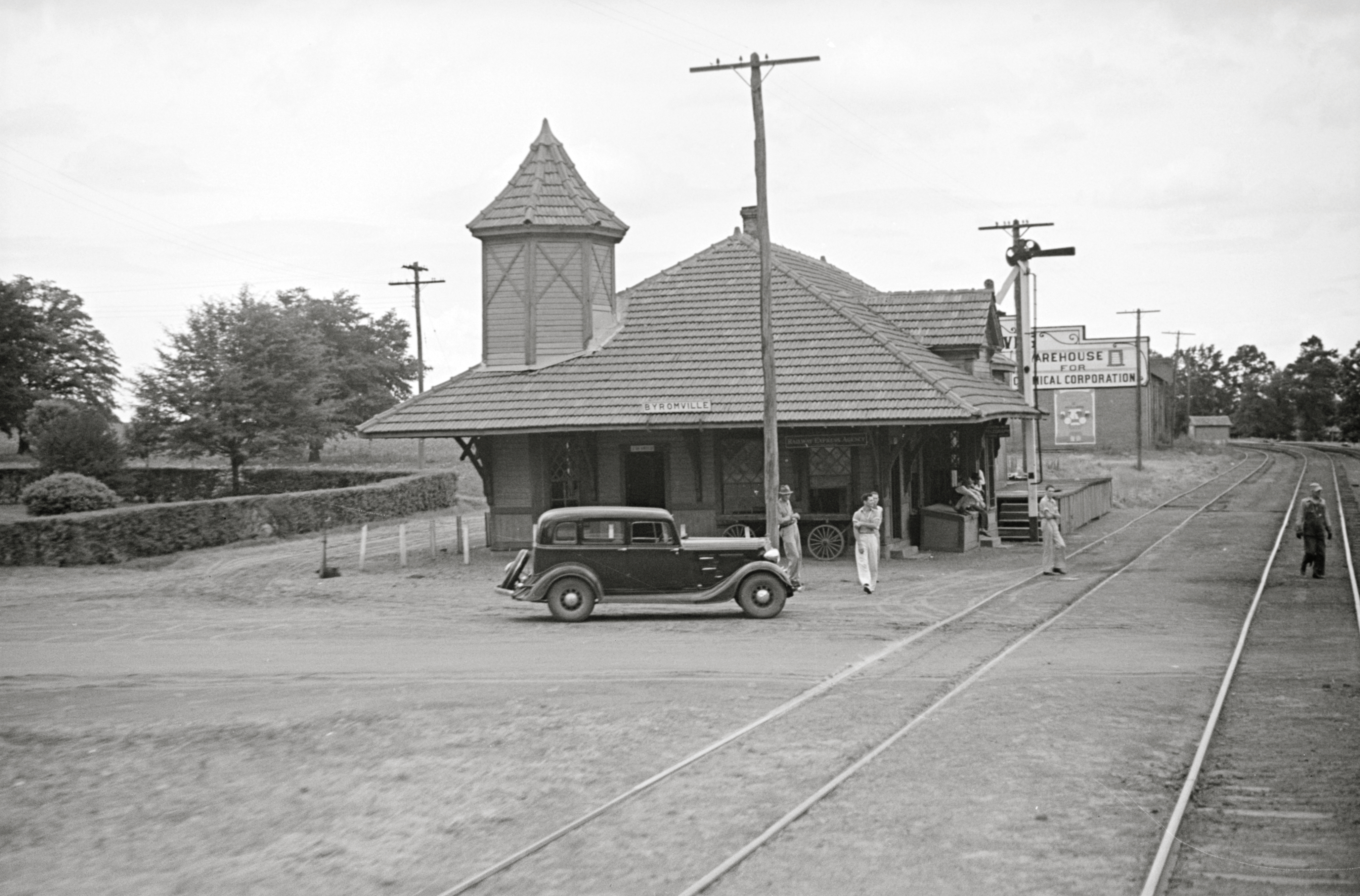
Byromville železniční stanice 1939